# فهرست بیماری‌های گربه‌ها

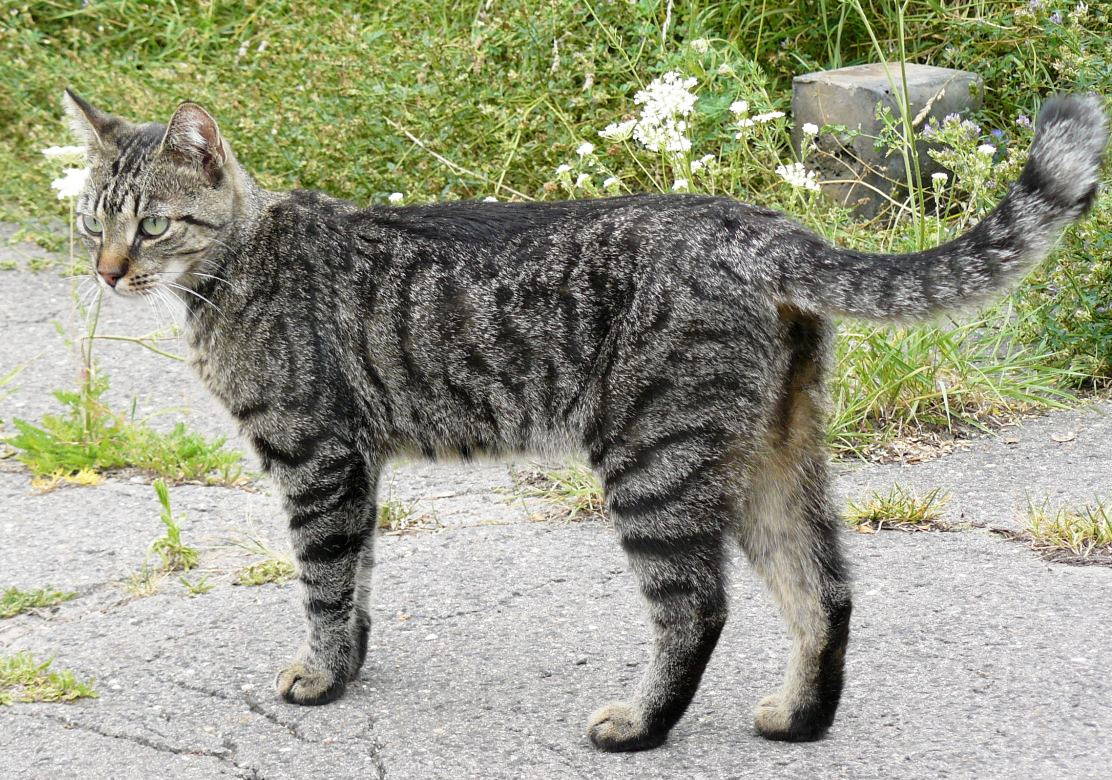
گربه

فهرست بیماری‌های گربه‌ها یا بیماری‌های گربه‌ایان آن دسته از عفونت‌ها یا بیماری‌هایی هستند که گربه‌ها و گربه‌ایان و گربه‌ایان کوچک را آلوده می‌کنند (گربه‌ها زیرمجموعه گربه‌ایان و گربه‌ایان زیرمجموعه گربه‌سانان هستند). تعداد زیادی از این بیماری‌ها در سگ‌ها نیز به وفور یافت می‌شود. برخی از آن‌ها قابل سرایت به انسان نیز هست که می‌تواند خطرناک و در برخی موارد کشنده نیز باشد. این بیماری‌ها باعث ایجاد نشانه‌ها، بیماری‌ها یا مرگ حیوان می‌شوند. برخی از این‌ها در یک گربه علامت‌دار هستند اما در گربه‌های دیگر نیستند. برخی از آن‌ها فرصت‌طلب هستند و در گربه‌هایی که در حال حاضر بیماری‌های دیگری نیز دارند جدی‌تر می‌شوند. بعضی از این‌ها قابل درمان هستند و حیوان می‌تواند بهبودی کامل داشته باشد. برخی از این‌ها مانند بیماری‌های ویروسی نمی‌توانند با آنتی‌بیوتیک درمان شوند. دلیل آن این است که آنتی‌بیوتیک‌ها در برابر ویروس‌ها مؤثر نیستند. حیوانات خانگی به‌طور معمول و اغلب باکتری‌ها، ویروس‌ها، انگل‌ها، کرم‌ها و قارچ‌هایی را حمل می‌کنند که می‌توانند در صورت انتقال به انسان‌ها بیماری ایجاد کنند. انسان‌ها این بیماری‌های حیوانی را وقتی گاز گرفته می‌شوند یا خراشیده می‌شوند یا با مدفوع و سایر زباله‌های حیوانی، بزاق، پوست، مو یا پرز آن‌ها تماس پیدا می‌کنند، می‌گیرند و دچار مشکل می‌شوند. این بیماری‌ها از بسیاری جهات می‌توانند بر انسان تأثیر منفی بگذارند.

## فهرست بیماری‌ها
- آسپرژیلوزیس
- آنفلوانزای مرغی در گربه‌ها
- سرطان مثانه در گربه‌ها و سگ‌ها
- سرطان استخوان در گربه‌ها و سگ‌ها
- سرطان در گربه‌ها
- آنفلوانزای گربه، عفونت دستگاه تنفسی فوقانی ناشی از:
  - برونشایسپتیکا بوردیتیلا
  - فلیس کلامیدیا
  - کالیسی ویروس گربه‌سانان
  - رینوترشیت ویروسی گربه‌سانان (FVR)
  - FHV-1
- بیماری خراش گربه
- اختلالات پوستی گربه
- تباهی لکه زرد
- کوکسیدیا
- آبله گاوی
- کریپتوزپوریدیوسیس
- بریدگی
- دیابت در گربه‌ها
- دیروفیلاریا ایمیتیس
- خشکی چشم
- دررفتگی عدسی
- گرانولومای ائوزینوفیلیک
- آکنه‌های گربه‌سانان
- آسم گربه‌سانان
- اختلال عملکرد شناختی گربه‌سانان
- کروناویروس گربه‌سانان
- سیستیت گربه‌سانان
- ناتوانی پوستی گربه‌سانان
- هاری گربه
- ویروس فومی گربه‌سانان
- لیپیدوز کبدی گربه‌سانان
- سندرم کوشینگ گربه‌سانان
- هایلرالدوسترونیسم گربه‌سانان
- سندرم افتادگی گربه‌سانان
- پرکاری تیروئید گربه‌سانان
- بیماری آدیسون گربه‌سانان
- ویروس نقص ایمنی گربه‌سانان
- کم خونی عفونی گربه‌سانان
- پتونیتیت عفونی گربه‌سانان
- سندرم جذام گربه‌سانان ناشی از لپرااموریوم مایکوباکتریوم
- لپتوسپیروز گربه‌سانان
- ویروس لوسمی گربه‌سانان
- بیماری دستگاه ادراری تحتانی گربه‌سانان
- لنفوم گربه‌سانان
- ضایعه تحریک کننده اودونتوکلاستیک گربه‌سانان
- پنلوکوپنی گربه‌سانان
- ویروس سارکوم گربه‌سانان
- انسفالوپاتی اسفنجی گربه‌سانان
- ویروس التهاب روده گربه‌سانان
- سندرم بچه گربه سینه صاف
- درماتیت آلرژی سرخک
- تب خال دار ککی ناشی از ریکتسیا فلیس
- کراتوپاتی فلوریدا
- هموفیلوس گربه‌ها
- فشار دادن سر
- دیسپلازی دریچه قلب
- عفونت کرم قلابدار
- کاردیومیوپاتی هیپرتروفیک
- لیشمانیاز
- دررفتگی زانو
- بیماری لایم
- لنفوسیتوپنی
- ماستوسیتوما
- درماتیت قارچی
- التهاب خارجی در حیوانات
- پاراگونیموس
- پلی‌نورپاتی در سگ‌ها و گربه‌ها
- از بین رفتن پورتوسیستمیک
- پروتوتکوسیس
- ویروس شبه دیابتی (بیماری موربوس آئوجسکی)، ناشی از خوک
- آلوپسی روانی
- پیومترا
- هاری
- ورم رنگیزه‌ای شبکیه
- سالمونلوسیس
- کزاز
- تلازیاسیس
- توکسوکاریاسیس
- توکسوپلاسموز ناشی از انگل توکسوپلاسما گوندی
- تری تری چوموناس بلاگبورنی (تریکومونیازیس)
- بیماری تایزر
- سارکوم مرتبط با واکسن (سارکوم)

## لینک
https://en.wikipedia.org/wiki/List_of_feline_diseases
https://en.wikipedia.org/wiki/List_of_dog_diseases